# Financial Instruments Reference Database System
Die Financial Instruments Reference Database System (FIRDS) ist eine Datenbank mit Finanzinstrumenten, die von der Europäischen Wertpapier- und Marktaufsichtsbehörde (ESMA) publiziert wird. Sie liefert Zusatzinformationen zu allen Instrumenten, die nach der Richtlinie 2014/65/EU über Märkte für Finanzinstrumente (Finanzmarktrichtlinie, MiFID II) berichtet werden müssen. Die Referenzdaten FIRDS sind notwendige Metadaten, um das Finanzinstrument zu verstehen, und beinhaltet unter anderem die  Internationale Wertpapierkennnummer (ISIN) als Kennzeichnung jedes gehandelten Finanzinstruments.

## Technische Details
Die technische Spezifikation beschreibt die Daten in Detail. Täglich um 09:00 Uhr MEZ werden neue Einträge als XML-Datei veröffentlicht. Ein Eintrag enthält die ISIN, den Marktidentifikationscode (MIC) sowie z. B. die Klassifizierung von Finanzinstrumenten (CFI-Code) und andere Informationen des Finanzinstruments.